# 萧思明
萧思明（1915年1月—2007年2月），男，江西永新人，中国人民解放军将领、中国人民解放军开国少将。

## 生平
1951年，担任山西军区司令员，后任中国人民解放军陆军第六十六军政委。1955年，授予中国人民解放军少将。

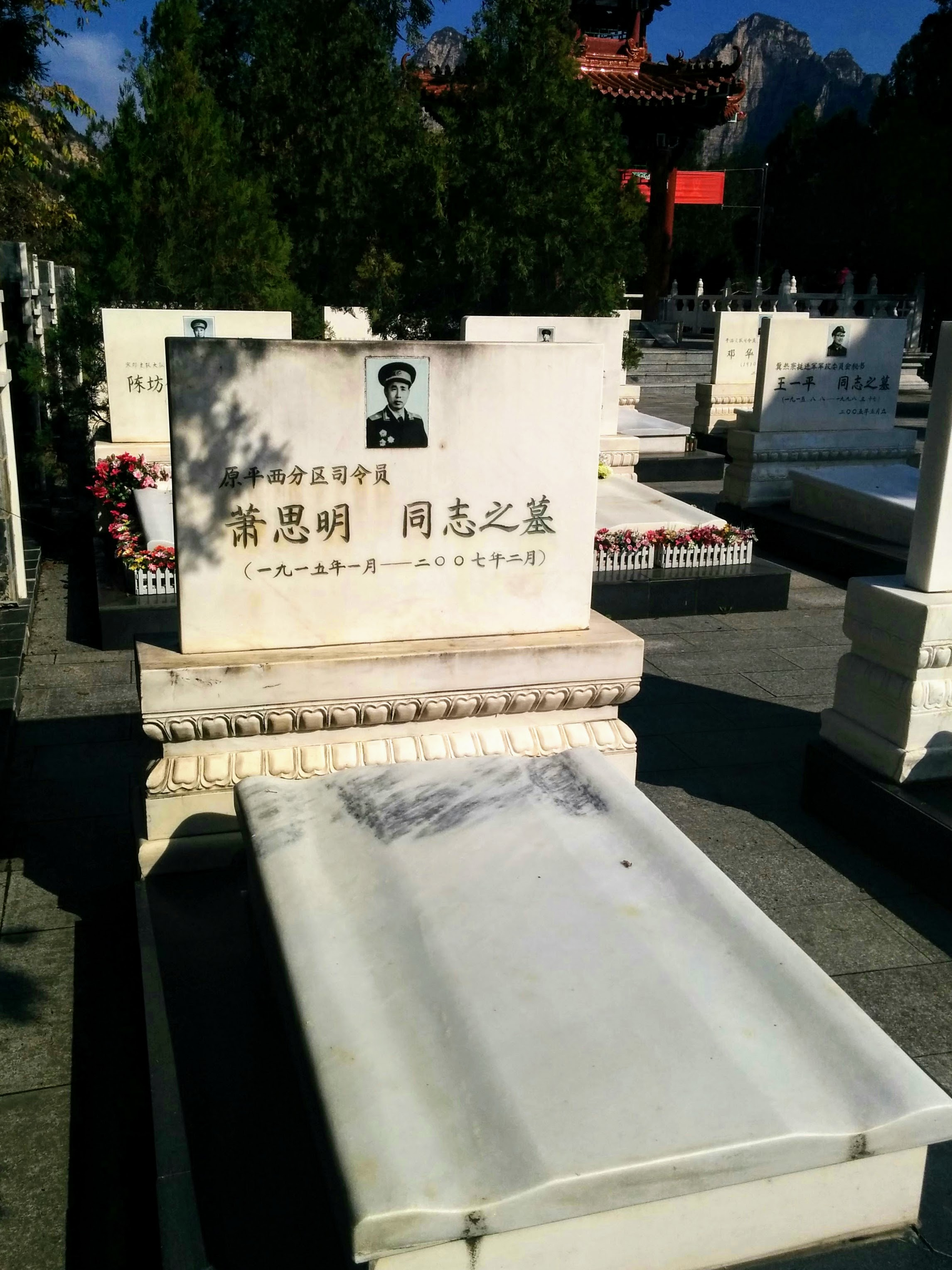
萧思明之墓